# Elmore County (Alabama)
Elmore County je okres ve státě Alabama ve Spojených státech amerických. K roku 2010 zde žilo 79 303 obyvatel. Správním městem okresu je Wetumpka. Celková rozloha okresu činí 1 702 km².